# Msemmen
Il msemmen (in arabo مسمن‎?) è una specialità culinaria tipica del Maghreb.
L'impasto è a base di farina, semola di grano duro, lievito, burro, sale e acqua. L'impasto viene tagliato in diverse palline, che vengono poi stese su una superficie unta d'olio per poi essere ripiegate su se stesse.
Di solito è servito a colazione insieme a miele e tè alla menta, o per accompagnare lo smen. Lo msemmen può anche comprendere una farcitura a base di carne.